# Linda Rybová
Linda Rybová (ur. 15 października 1975 w Pradze) – czeska aktorka i modelka.

## Życiorys
Linda Rybová studiowała balet i aktorstwo w szkole muzycznej w Pradze. Po ukończeniu studiów pojawiać się zaczęła na deskach praskich teatrów. Jako aktorka filmowa zadebiutowała w 1989 roku w epizodycznej roli w filmie Můj přítel d'Artagnan. Sławę przyniosła jej rola księżniczki w baśni filmowej Żabi król z 1991 roku. Za rolę w filmie Ciemnoniebieski świat została nominowana do Czeskiego Lwa dla najlepszej aktorki drugoplanowej.

## Filmografia (wybór)[1]
- 1989: Muj prítel d'Artagnan
- 1991: Żabi król
- 1993: Proces (The Trial)
- 1995: Anička s lískovými oříšky
- 2001: Ciemnoniebieski świat (Tmavomodrý svět)
- 2001: Basen (Swimming Pool – Der Tod feiert mit)